# 東洋アフリカ研究学院
ロンドン大学東洋アフリカ研究学院（University of London The School of Oriental and African Studies、通称: SOAS〈ソアス〉）は、ロンドン市中心部ラッセル・スクウェアに本部を持つロンドン大学に所属する名門大学の1つ。

## 紹介
英国で唯一の地域研究に特化した教育・研究機関である。ロンドン大学を構成する他の教育・研究機関同様、個別の大学として扱われる場合が多い。長らくロンドン大学連合に共通の学位を授与してきたが、2016-17年度の百周年を機に以前から保持していた独自の学位を授与する権利を行使するようになった。SOASはイギリスの大学連合1994グループに加盟していたが、同グループは2013年に解体した。
歴史的にSOASは大英帝国の植民地に派遣する行政官を育成するという役割を担っていた。そのため現在でもSOASは、
アジア、アフリカおよび中近東の地域を研究対象とする世界最高の教育・研究機関となっている。また、SOASは研究対象の地域から多数の留学生や研究者を受け入れており、結果として100以上の国と地域から留学生が集まり、正規課程の学生40%以上が留学生という国際色豊かな大学としても知られている。
SOASはその歴史的背景と国際性の豊かさから、後述するアウンサンスーチーを始め、多くの政府機関の元首、国際機関の要人、NGO関係者を輩出している。
世界大学ランキングであるQS World University Rankings by Subject 2023によると、SOASは開発学において世界2位、人類学において12位、政治学と国際学において17位にランクインしている。また、地理学、古典・古代史、歴史学、神学・神学・宗教学、言語学、英語・英文学、社会学、現代言語学等の分野においても上位100位にランクインしている。

## 沿革
- 1916年 東洋を研究対象にする学校 (the School of Oriental Studies)としてロンドン市のFinsbury Circusに設立される
- 1917年 国王ジョージ5世を迎えて正式な開学式を行う
- 1938年 学校名にアフリカが加えられ、現在の校名、the School of Oriental and African Studiesとなる
- 1941年 キャンパスを現在地ラッセル・スクウェアに定める
- 1973年 図書館がオープン
- 2001年 ヴァーノン・スクウェア・キャンパスを利用開始
- 2003年 ラッセル・スクウェア・キャンパスと図書館を改修、拡張
- 2016年 ヴァーノン・スクエア・キャンパスを閉鎖し、Senate Houseの北棟を利用開始

## キャンパス

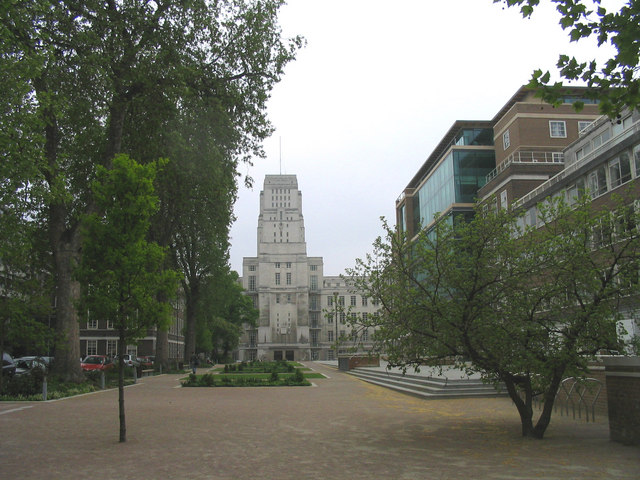
ラッセル・スクウェア・キャンパス

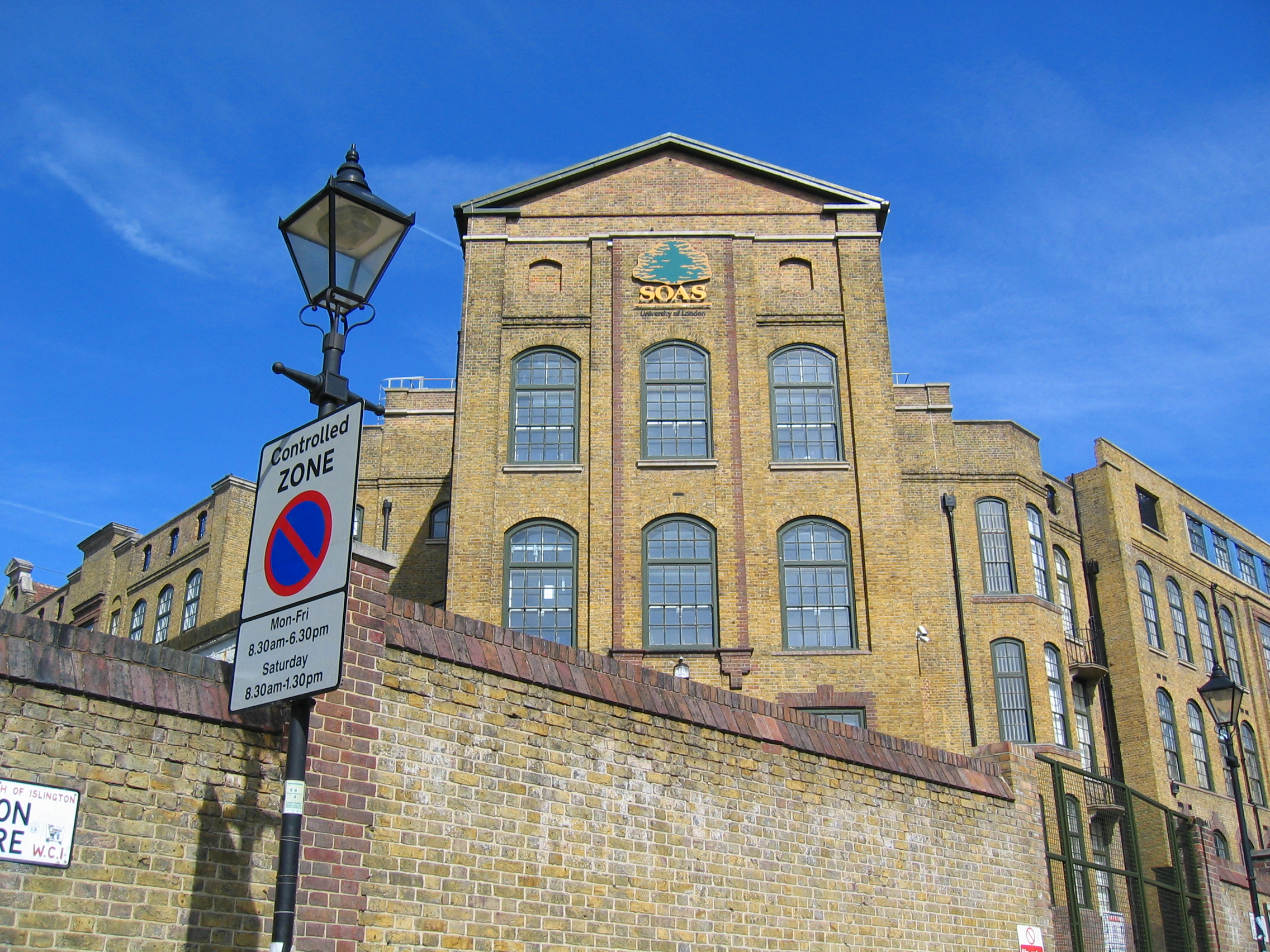
ヴァーノン・スクウェア・キャンパス

SOASは2009年現在、2つのキャンパスをロンドン市内に構えている。
メインキャンパスがあるラッセル・スクウェア (Russell Square) キャンパスと
キングス・クロス駅にほど近いヴァーノン・スクウェア (Vernon Square)キャンパスである。
ラッセル・スクウェア・キャンパスはロンドンの文教地区とでも言うべき
ブルームスベリー地区にあり、ユニヴァーシティ・カレッジ・ロンドンやロンドン大学本部 (Senate House）などのロンドン大学関連施設、大英博物館や大英図書館などの文化施設が至近距離に点在している。ラッセル・スクウェア・キャンパス内にもSOAS付属のブルネイ・ギャラリーがあり、様々な展示会が行われている。
ラッセル・スクウェア・キャンパスにはSir Denys Lasdun設計で1973年にオープンした図書館があり、アジア・中近東・アフリカ関連の書籍を中心に、120万冊以上の蔵書数を誇っている。
ヴァーノン・スクウェア・キャンパスはイズリントン地区 (Islington)に
2001年にオープンしたキャンパスで、ペントンビル・ロード (Pentonville Road)にあるSOASの2つの学生寮からすぐ近くにある。ヴァーノン・スクウェア・キャンパス周辺では昨年のユーロスターのセント・パンクラス駅の乗り入れを契機とした大規模な再開発が進行中である。
2016/17年度からヴァーノン・スクエア・キャンパスを閉鎖し、Senate Houseの北棟を利用開始した。これによってSOASの全ての施設はラッセル・スクウェア・キャンパスに集結することとなった。

## 学部構成
SOASは三つの学部 (Faculty)で構成されている。学部には数個の学科 (Department)が所属している。
またSOASには学部所属または学際的な研究所が40以上存在し、そのうち幾つかは学科とほぼ同様の役割を担っている。

### Faculty of Law and Social Sciences (法学・社会科学部）
- Department of Development Studies (開発学科）
- Department of Economics (経済学科）
- Department of Finance & Management (金融・経営学科）
- School of Law (法学科）
- Department of Politics & International Studies (政治・国際学科）
- Centre for Gender Studies (ジェンダー研究センター)
- Centre for International Studies ＆ Diplomacy（国際研究・外交センター）

### Faculty of Arts and Humanities (学芸・人文学部）
- Department of the History of Art & Archaeology (美術史・考古学科）
- Department of Music (音楽学科）
- Department of History (歴史学科）
- Department of Religions & Philosophies (宗教・哲学科）
- Department of Anthropology & Sociology (文化人類学・社会学科）
- Centre for Media & Film Studies (メディア・映画研究センター)
- Department of English Studies (英語学科)

### Faculty of Languages and Cultures (言語・文化学部）
- Department of China and Inner Asia (中国・内陸アジア学科）
- Department of South Asia (南アジア学科）
- Department of Japan and Korea (日本・朝鮮学科)
- Department of Linguistics (言語学科）
- Department of the Near and Middle East (中近東学科)
- Department of Africa (アフリカ学科)
- Department of South East Asia (東南アジア学科)

## 日本との関係

### 人的交流・学術交流
SOASは国立・私立問わず多くの日本の大学と交流協定を結んでおり、多くの日本人学生がSOASのキャンパスで学んでいる。特に東京外国語大学とは関係が深く、ロンドン事務所がSOASの施設内に存在する。
以下、SOASと交流協定を結んでいる日本の大学である。
- 国立大学
  - 北海道教育大学、東北大学、東京大学、東京外国語大学、お茶の水女子大学、一橋大学、名古屋大学、京都大学、大阪大学、神戸大学、滋賀大学、九州大学
- 私立大学
  - 駿河台大学、麗澤大学、慶應義塾大学、国際基督教大学、上智大学、清泉女子大学、早稲田大学、京都外国語大学、同志社大学、立命館大学、関西大学、大阪経済法科大学、立命館アジア太平洋大学、法政大学、天理大学

正規課程の日本人学生や日本の大学からの留学生に加え、SOASにはIFCELS (International Foundation Courses and English Language Studies)があり、
ここではイギリスの大学の学部課程への入学資格取得を希望する高卒者やイギリスの大学院に進学予定者など多数の日本人が在籍している。

### 日本研究
日本はSOASの研究対象である。
そのためSOASでは社会科学系の学部で日本の政治・経済の研究を行っている他、日本の言語・文化を研究する学部を擁している。
さらに日本を研究するための専門研究所The Japan Research Centre (JRC)があり、40名以上の研究者が日本学研究に従事している。
また日本の芸術および文化研究のための研究所Sainsbury Institute for the Study of Japanese Arts and Culturesもある。その他、語学に関する生涯学習を担う言語センター(Language Centre)では、一般向けに日本語のクラスが提供されている。
なお、第32代駐日英国大使であるデイビッド・ウォーレンもSOASの関係者である。
日本でのSOAS同窓会の名誉総裁は三笠宮崇仁親王であった。

### SOASの呼称
SOASは'the School of Oriental and African Studies'の略称として知られており、以前にはSOAS, University of London（コンマあり）として表記されることが多かった。独自の学位を授与し始めた2016/2017年度にSOAS University of London（コンマなし）を正式名として採用したが、翌年には正式名ではなくは通名として使用するようになった。理由はOrientalが特にアメリカでは差別的な意味合いを持つこととされている。また、地元の人は従来からSOAS Universityと呼んでいた。

## 評価
SOASは前述のようにイギリスでは類を見ない地域研究に特化した大学である。故に他の大学との比較は困難であるが、イギリス政府の公式調査および新聞社が提供する指標を見ると、イギリスに119校ある大学のなかで、また世界におけるSOASの位置づけが見えてくる。

### THE-QS World University Rankings
QS世界大学ランキングは、タイムズ・ハイアー・エデュケーションと教育情報の専門会社Quacquarelli Symondsが2005年から毎年発表している世界大学ランキングである。なお、このランキングは2007年に大幅に査定方法が変更され、理系学部のないSOASのような大学には不利なランキングとなっていること、そもそも査定者がイギリスとアメリカの研究者や企業関係者に偏っていることに留意する必要がある。

## 主な関係者
ノーベル賞受賞者
- アウンサンスーチー、ノーベル平和賞、1991

国連関係者
- アヒム・シュタイナー, 国連開発計画第9代総裁、2017 -
- インガー・アンダーセン、国連環境計画事務局長、2019 -
- マーティン・グリフィス, 国際連合人道問題調整事務所事務次長、2021 -

国家元首・首相・大統領
- Sultan Salahuddin, マレーシア国王、1999-2001
- ジョン・アッタ・ミルズ、ガーナ共和国大統領、2009 -
- ルイサ・ディオゴ, モザンビーク共和国首相、2004-
- ビュレント・エジェヴィト、トルコ共和国首相、1974,1977,1978-1979,1999 -2002
- Lord Wilson of Tillyorn David, 第27代香港総督、1987-1992

王族関係
- メッテ＝マリット、ノルウェー王国王太子妃
- Maria Laura, ベルギー王国王女

政府関係者
- David Warren, 駐日英国大使、2008-
- Quinton Quayle, 駐タイ王国兼駐ラオス 英国大使、2007-

その他
- ポール・ロブスン、俳優、アスリート、バスバリトンの歌劇歌手、作家、公民権運動活動家
- ピーター・バラカン、音楽評論家
- アーサー・ウェイリー、東洋学者（元SOAS講師）
- タイモン・スクリーチ、SOAS教授、多摩美術大学客員教授
- ユン・チアン、SOAS教授、作家
- 老舎、小説家
- フレヤ・スターク、東洋学者、旅行家
- ローズマリー・フット、政治学者、オックスフォード大学教授
- 荒巻健二、経済学者、東京大学名誉教授
- 礒正人、駐クロアチア大使
- 伊藤光子、世界の子どもにワクチンを日本委員会事務局長
- 上杉富之、成城大学文芸学部文化史学科・大学院文学研究科教授
- 水鳥真美、国連事務総長特別代表、国連国際防災戦略事務局代表
- 三谷太一郎、政治学者、21世紀臨調特別顧問、東京大学名誉教授
- フレッド・ハリディ、国際政治学者、ロンドン・スクール・オブ・エコノミクス（LSE）教授
- エドワード・キーン、国際政治学者、ジョージア工科大学助教授
- バーナード・ルイス、イスラム・中東研究家、プリンストン大学名誉教授
- 小和田顯、漢文学者
- 谷口晋吉、経済史学者、一橋大学大学院経済学研究科教授
- 曳野孝、経営学者、京都大学経営管理大学院特命教授
- 斉藤美彦、経済学者、獨協大学経済学部教授
- 松井謙一郎、経済学者、拓殖大学政経学部教授
- 杉原薫、経済史学者、東京大学大学院経済学研究科教授
- 石津朋之、歴史学者、防衛省防衛研究所戦史部第1戦史研究室主任研究官
- 中川かず子、日本語教育学者、北海学園大学名誉教授
- 神谷俊一、千葉市長、総務省官僚

## SOASギャラリー

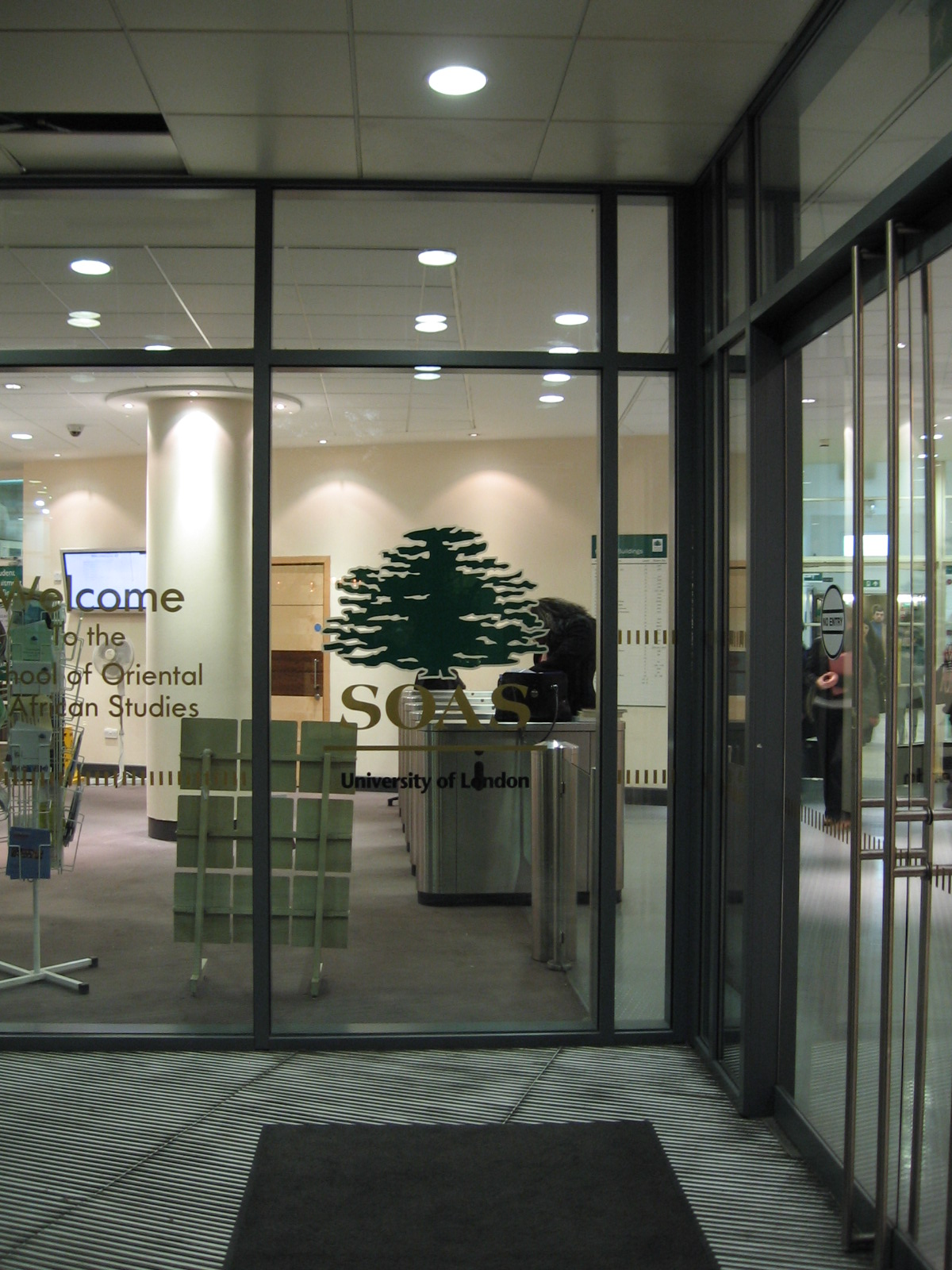
SOAS入口
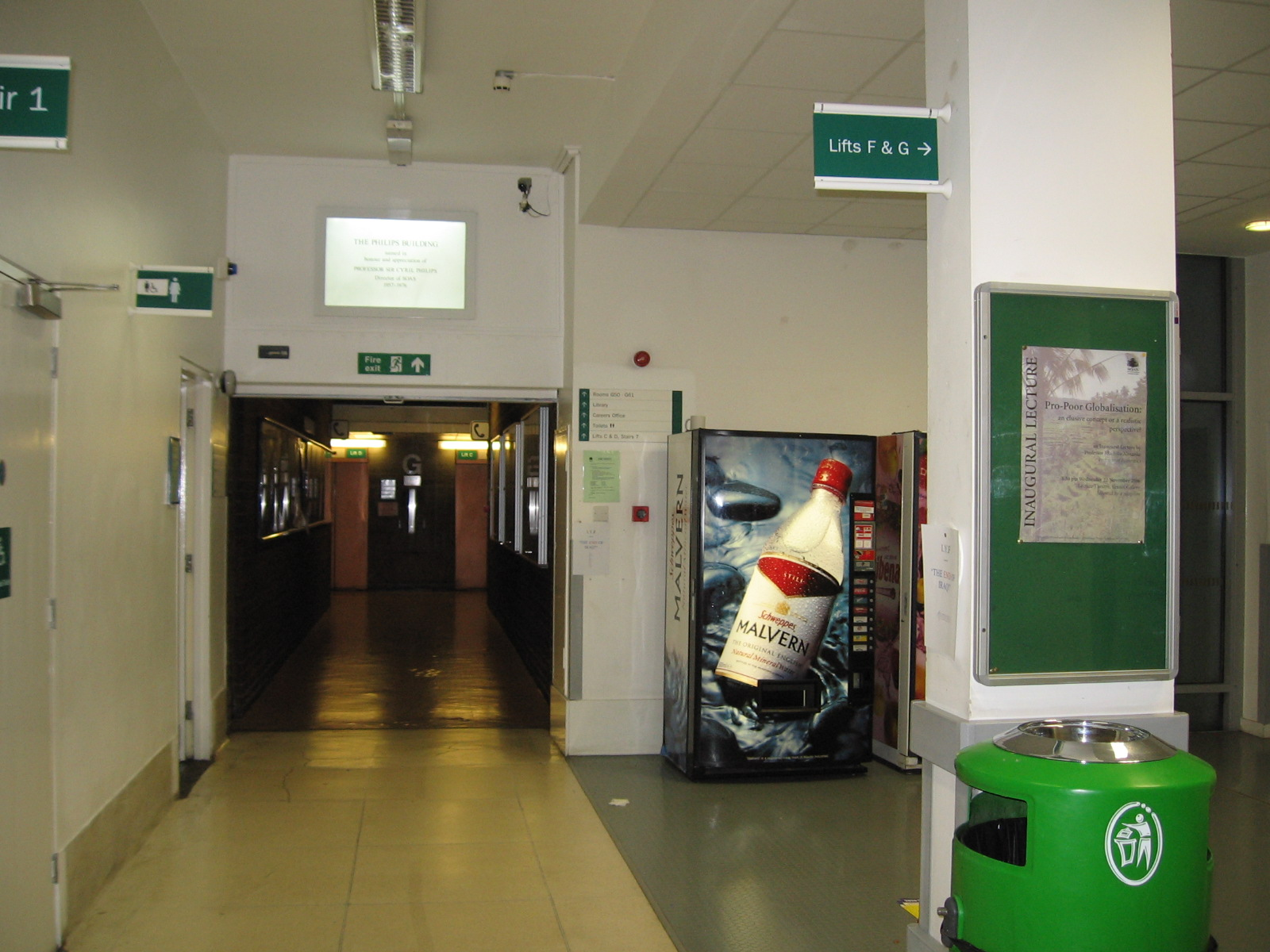
SOASメインビルディング内
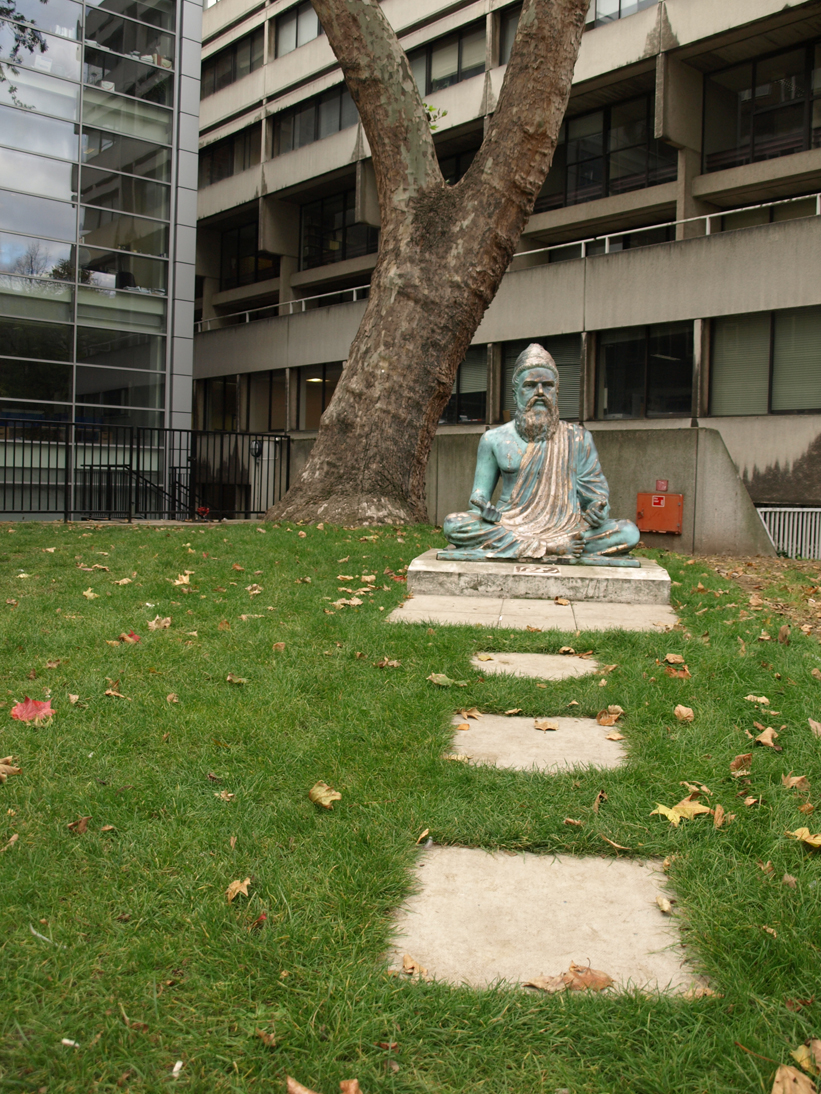
不思議な彫像
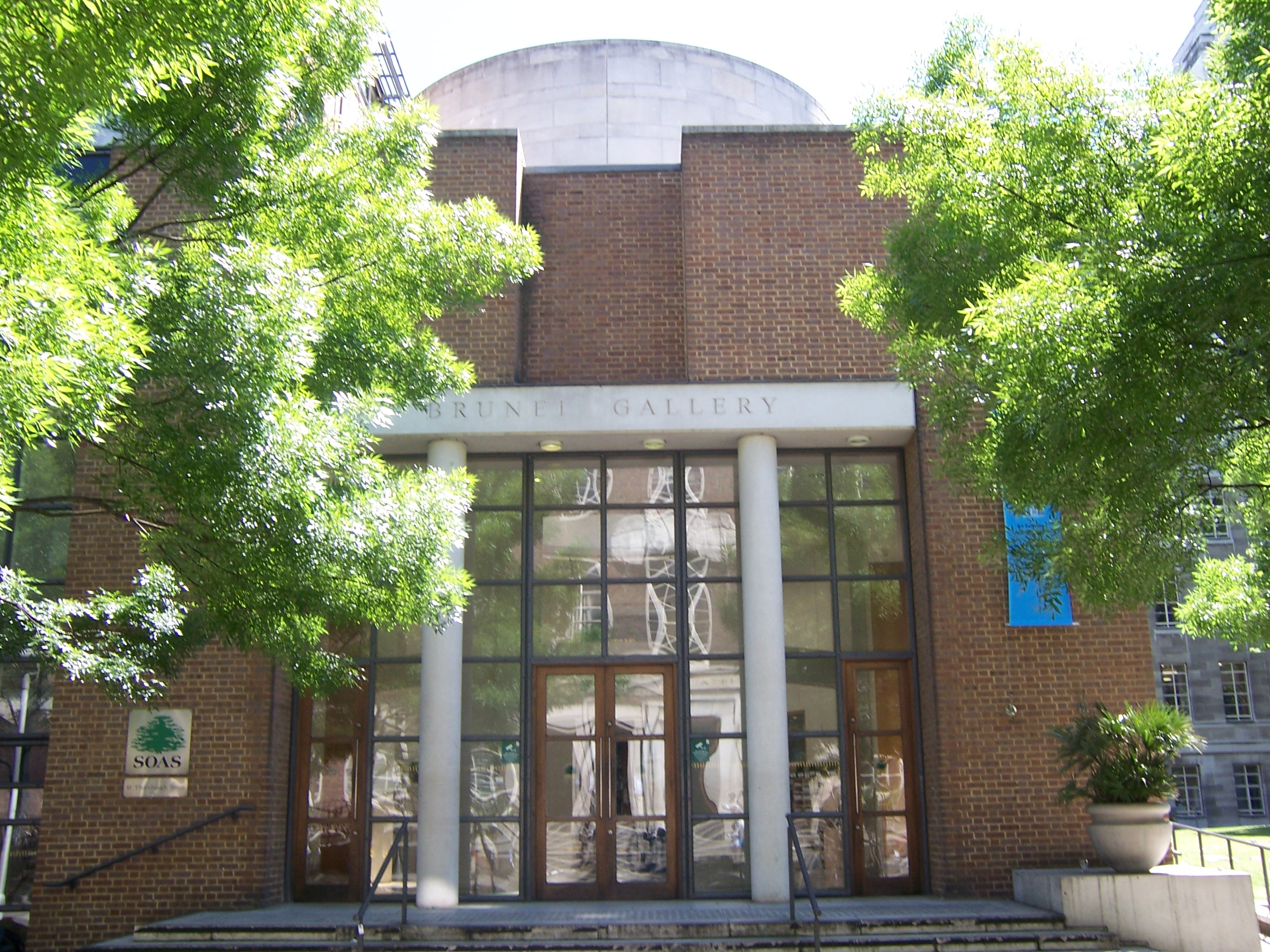
ブルネイギャラリー
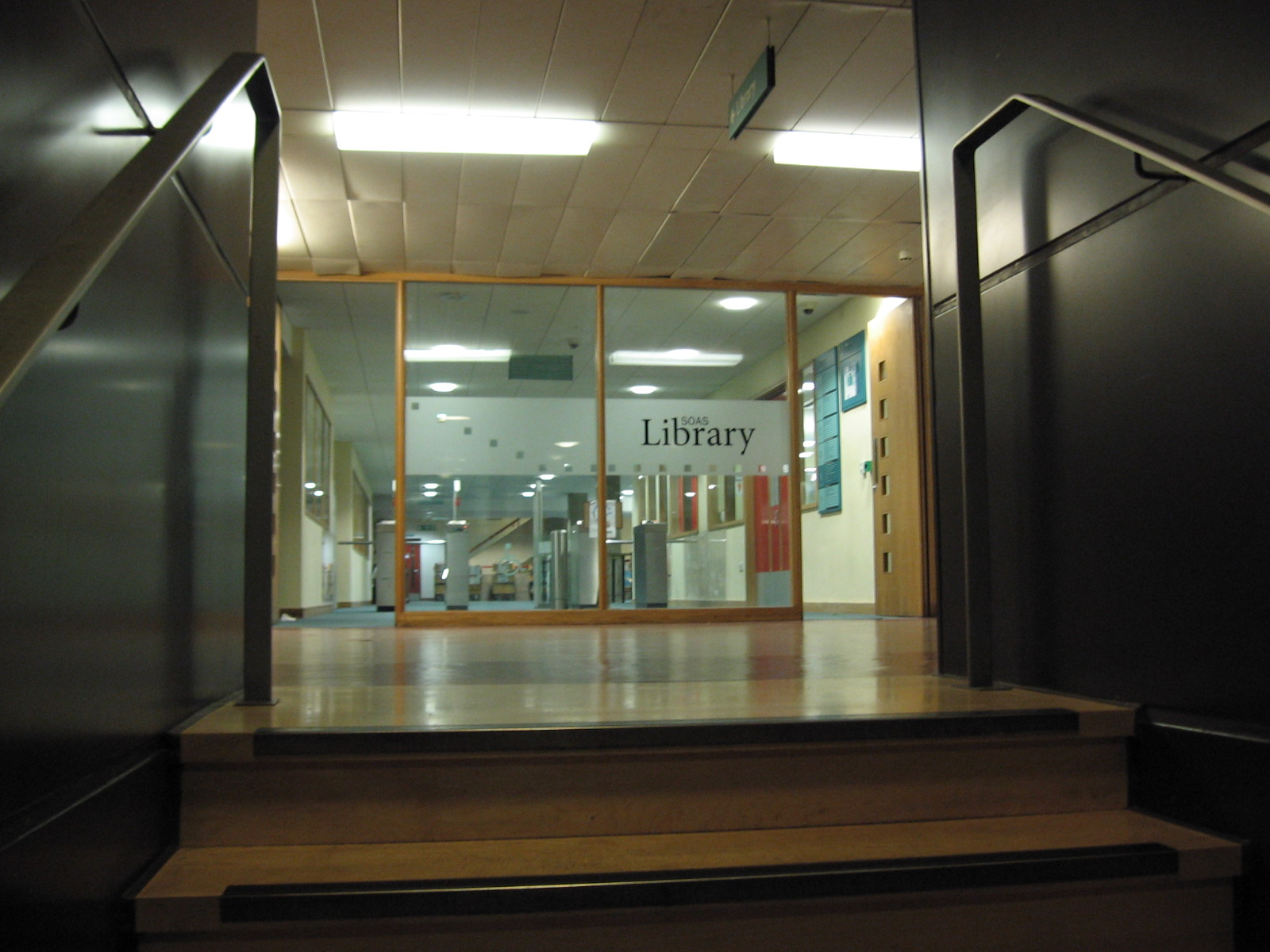
SOAS図書館入り口
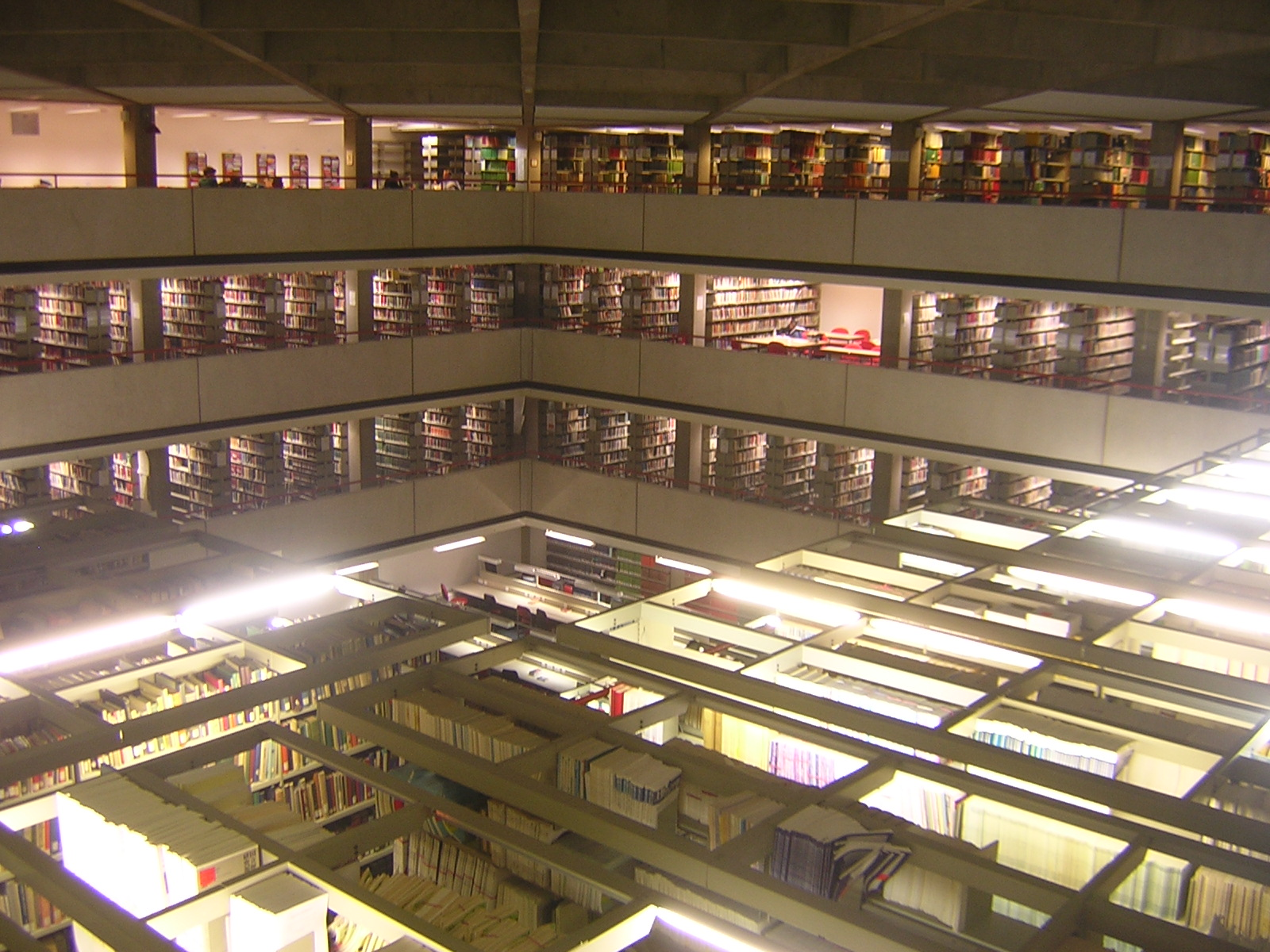
SOAS図書館
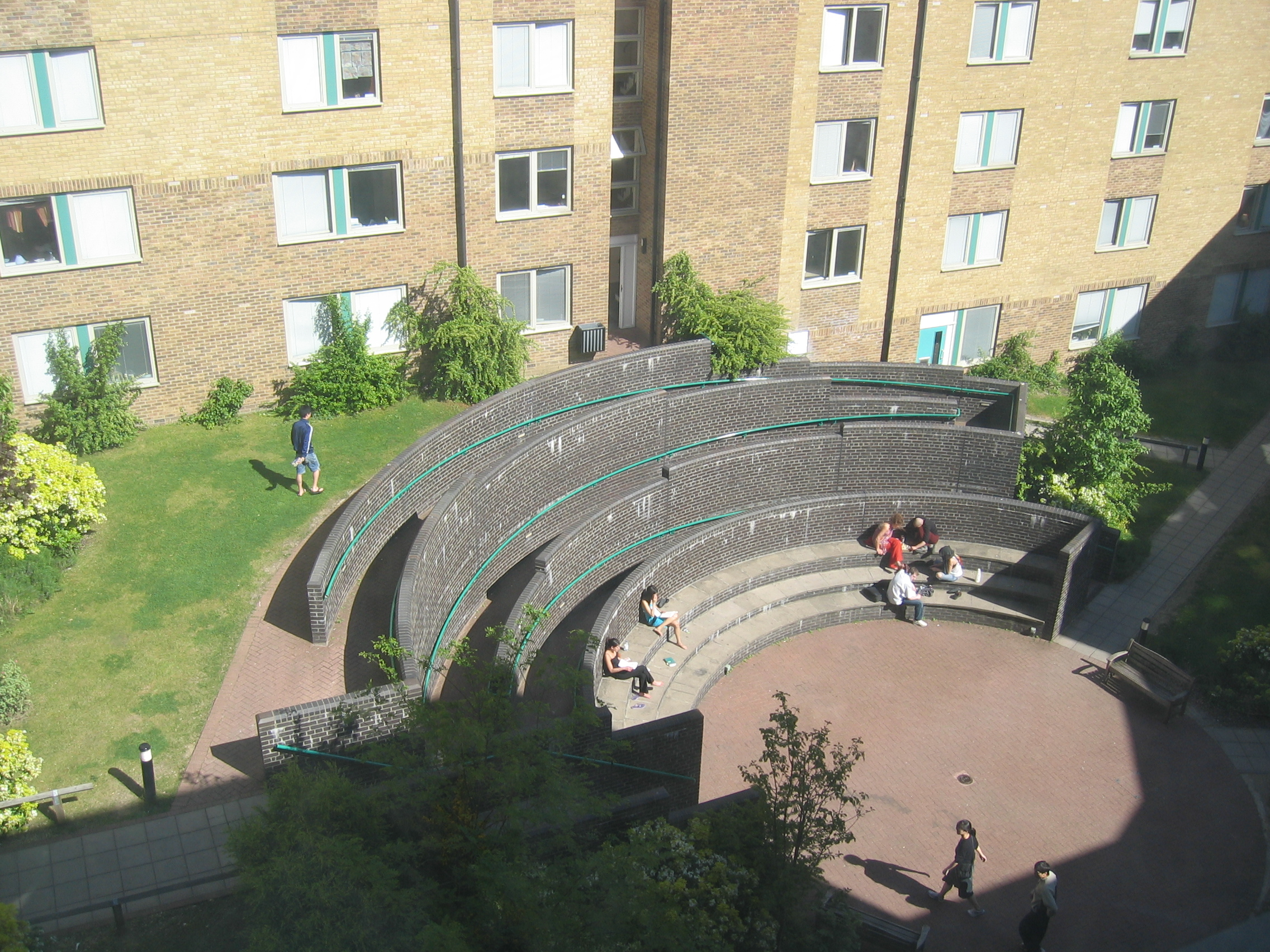
SOAS Dinwiddy House
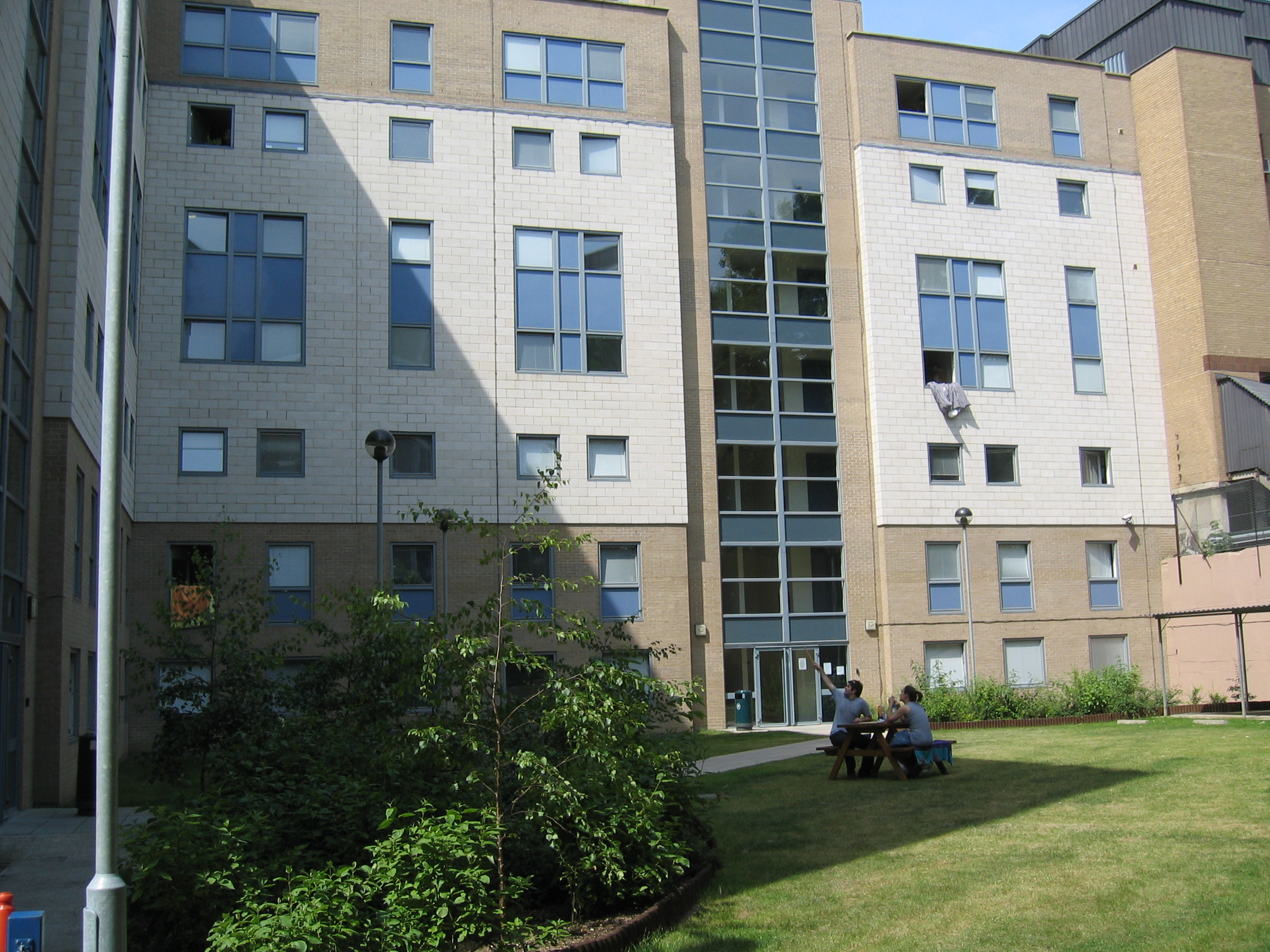
SOAS Paul Robeson House